# Río Leones (Manso)
El río Leones es un curso natural de agua que nace en la cordillera de Los Andes, fluye con dirección general sur y desemboca en el río Manso.

## Trayecto
El río corre paralelo al límite internacional y va drenando sus laderas occidentales hasta desembocar en la orilla norte del río Manso a corta distancia de su entrada a Chile.

## Historia
Luis Risopatrón lo describe en su Diccionario Jeográfico de Chile: 475 
Leones (Rio de los) 41° 30' 71° 53'. Recibe las aguas de las faldas W del cordón limitáneo con la Arjentina, corre hácia el SE i se vácia en el codo N del curso medio del rio Manso, del Puelo. 120, p. 62; 134; i 156; i León en 154.